# Fridans

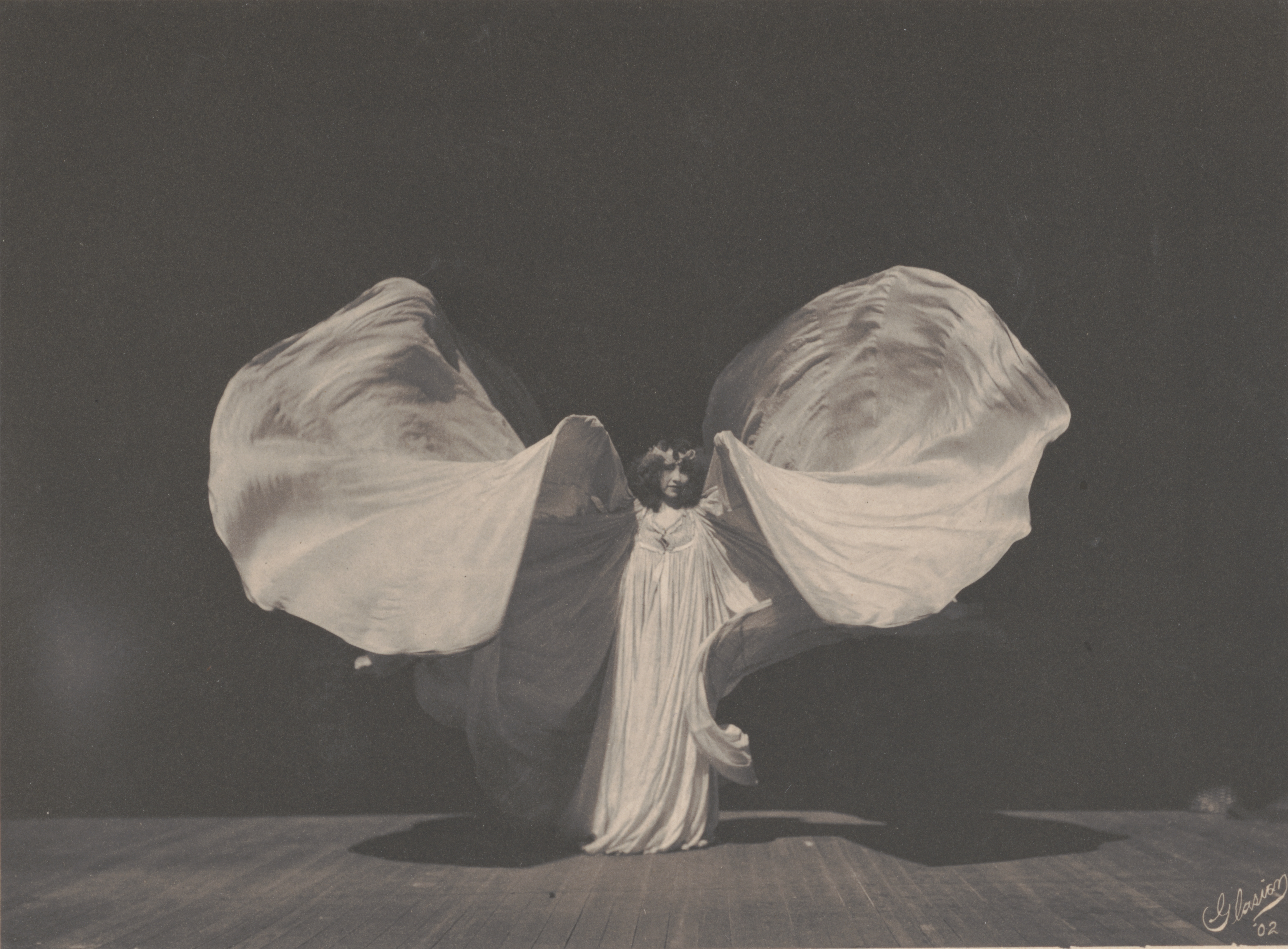
Loie Fuller 1902.

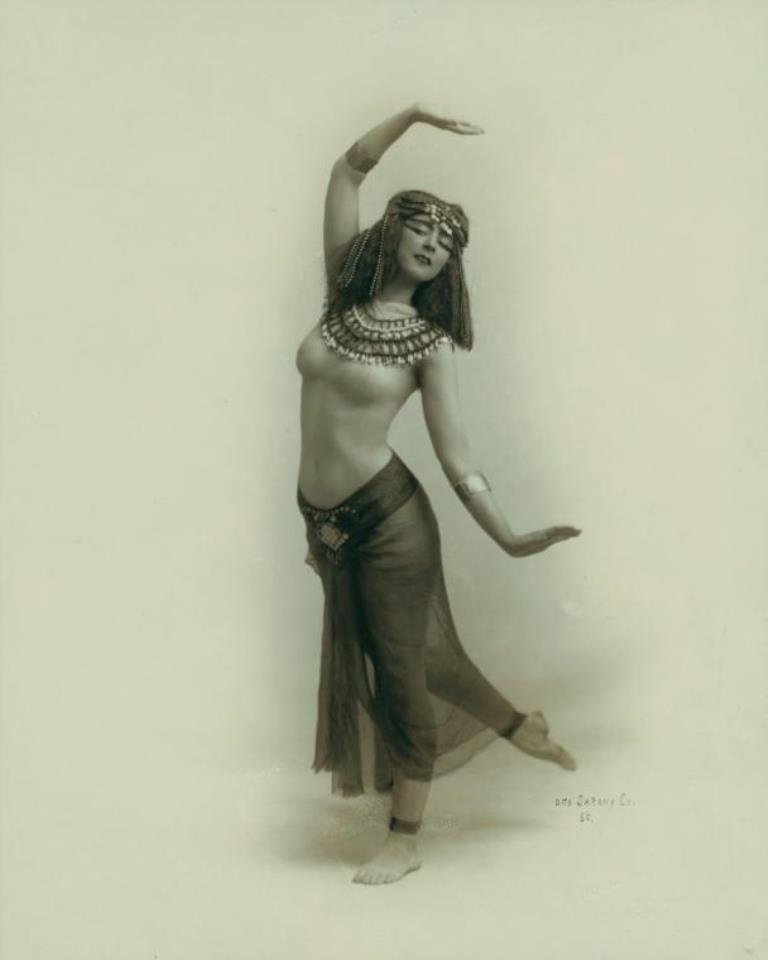
Ruth St. Denis, i antik egyptisk, 1910.

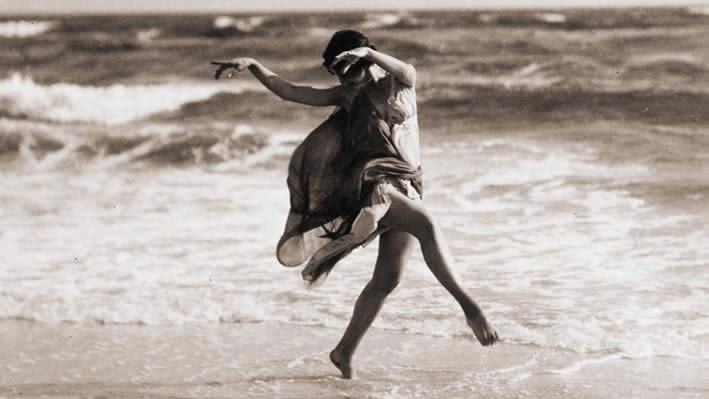
Anna Duncan vid havet omkring 1915.

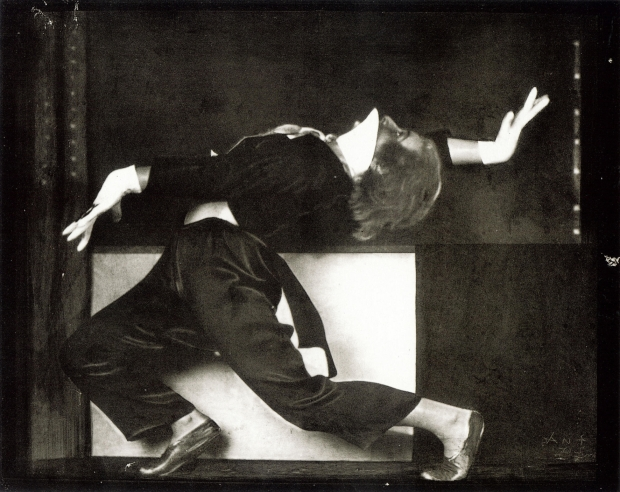
Hilde Holger 1926.

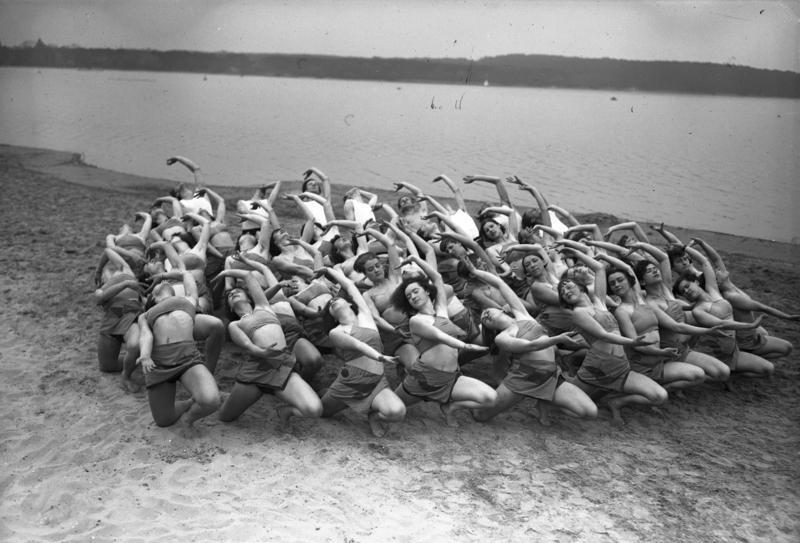
Danselever från Rudolf von Labans dansskola 1930.

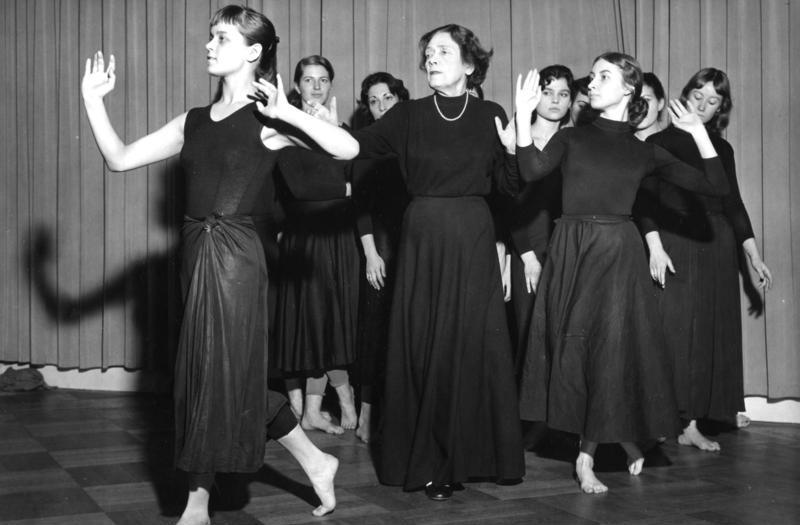
Mary Wigman med elever 1959.

Fridans (tyska ”Ausdruckstanz” eller ”neuer Tanz”, engelska ”expressionist dance”) är en benämning på en rörelse som uppstod vid sekelskiftet 1900 som en protest mot konstnärlig stagnation inom klassisk balett och mot förfall inom tidens konst i allmänhet. Den traditionella baletten uppfattades som stram, mekanisk och hårt hållen i fasta och konventionella former. 
Den nya dansen skulle vara friare, naturlig och mindre regelstyrd. Den var starkt influerad av tidens expressionistiska bildkonst. Fridansen blomstrade fram till andra världskriget och försvann därefter nästan fullständigt i Centraleuropa. 
Typisk för fridansen var de många solodansaftnarna, präglade av den enskilda individens anspråk att skapa och framföra sitt eget koreografiska konstverk. Koreograf och dansare var ofta en och samma person.
Terminologin är skiftande och begreppet ”fridans” kom i mitten på 1900-talet att gå upp i det bredare begreppet modern dans och i slutet av 1900-talet kom detta att i hög grad återförenas och smälta samman med den traditionella baletten. 

## Kulturarvsskydd från UNESCO
År 2014 togs den Centraleuropeiska fridans-rörelsen upp på Unescos lista över immateriellt kulturarv enligt Konventionen för skydd av det immateriella kulturarvet (en motsvarighet till världsarv). Förgrundsgestalter som Rosalia Chladek, Rudolf von Laban, Mary Wigman, Gret Palucca, Maja Lex och Kurt Jooss framhölls för att, inspirerade av dåtidens reformrörelse och expressionistiska konst, ha deltagit i ett banbrytande och innovativt, konstnärligt, koreografiskt och pedagogiskt arbete med att förena dans, rörelsekonst, rytmisk gymnastik, kroppskultur och scenkonst till ett värdefullt levande kulturarv. 

## Historia
Fridansen var präglad av tidens modernism, vitalism, expressionism, avantgarde och en allmän protest mot konstnärlig stagnation och det gamla samhället.
Balett uppfattades ha varit ytlig underhållning. Den nya dansen skulle vara konst, individuell och konstnärlig gestaltning. Man talade om danskonst eller rörelsekonst. 
Det var en revolution. Det skulle vara mer uttryck, ande och känsla och mindre virtuositet. Dansen skulle vara improvisatorisk, ohämmad, provocerande. Tidens reformrörelser för andlig och kroppslig frigjordhet uttryckte sig i denna nya ”naturligare”, nakna danskonst. Kvinnorna tog plats och kom att stå i centrum. En viktig förgrundsgestalt var Isadora Duncan, som omkring år 1900 hade tagit avstånd från klassisk dansteknik och kostym. Hon hade till och med hade lämnat dansskorna – ”man spelar inte piano med handskar på”. Hon ville förena kropp, själ och ande i sin konst och sökte liksom Olga Desmond – i en tid av orientalism – inspiration i antik grekisk och egyptisk konst. 
Mest tydliga var dessa revolutionära strömningar i Tyskland och USA, två länder som inte hade någon äldre rotad balett-tradition. Föregångare i Europa var exempelvis Clotilde von Derp, Hertha Feist, Hilde Holger, Loie Fuller, Jo Mihaly, Gertrud Leistikow och framför allt Mary Wigman. 
Skolbildningar inom fridansen hade särskilda filosofier eller betoningar för dansen, såsom naturlighet, andning, spänning/avslappning etc. Den var ofta förknippad med golvkontakt, "tyngd" i dansrörelserna, och med experiment med rum och musik. Kropp och kroppslighet betonades starkt. Rudolf von Laban var en teoretisk förgrundsgestalt som grundade sig på metafysiska idéer. Han verkade en tid från Monte Verità, som då också blev ett centrum för den nya dansen. En av hans elever var Kurt Jooss
Mary Wigman var en viktig stilbildare som dansare, koreograf och lärare. I hennes skola i Dresden (öppnad 1920) fanns som elever Europas då främsta blivande dansare som Gret Palucca, Harald Kreutzberg, Jeanna Falk, Dore Hoyer och Yvonne Georgi. I USA förde Hanya Holm hennes teorier vidare medan Birgit Åkesson gick en egen väg. 
I USA grundades Denishawn School av Ruth St. Denis och Ted Shawn med elever som Martha Graham och Doris Humphrey, vilkas självständiga och banbrytande danssätt kom att bilda stommen i den moderna dansen, vars många förgreningar sträckt sig fram till i dag. 
Butoh är inspirerad av tysk fridans ("neuer Tanz") från 1950-talet.